# HR 3384
HR 3384 (HD 72673 / HIP 41926 / GJ 309) es una estrella situada en la constelación de Pyxis, la brújula, cerca del límite con Puppis. De magnitud aparente +6,38, es demasiado tenue para ser observada a simple vista. Se encuentra a 39,7 años luz del sistema solar; Gliese 320, a 6,1 años luz de distancia, es la estrella más cercana a HR 3384.
De tipo espectral K0V, HR 3384 es una enana naranja —en la base de datos SIMBAD figura catalogada como G9V— con una temperatura superficial de 5265 K.
De características semejantes a α Centauri B, brilla con una luminosidad equivalente al 36% de la luminosidad solar.
De menor tamaño que el Sol, tiene un diámetro equivalente al 77% del diámetro solar.
Su metalicidad —abundancia relativa de elementos más pesados que el helio— es menor que la solar, suponiendo un 42% de la misma.
No existe consenso sobre la posible edad de HR 3384. Esta ha sido estimada desde 300 millones de años —lo que supondría que es una estrella muy joven—, hasta 4570 millones de años, siendo en este caso una estrella tan antigua como el Sol.